# Antonio Escobar y Mendoza

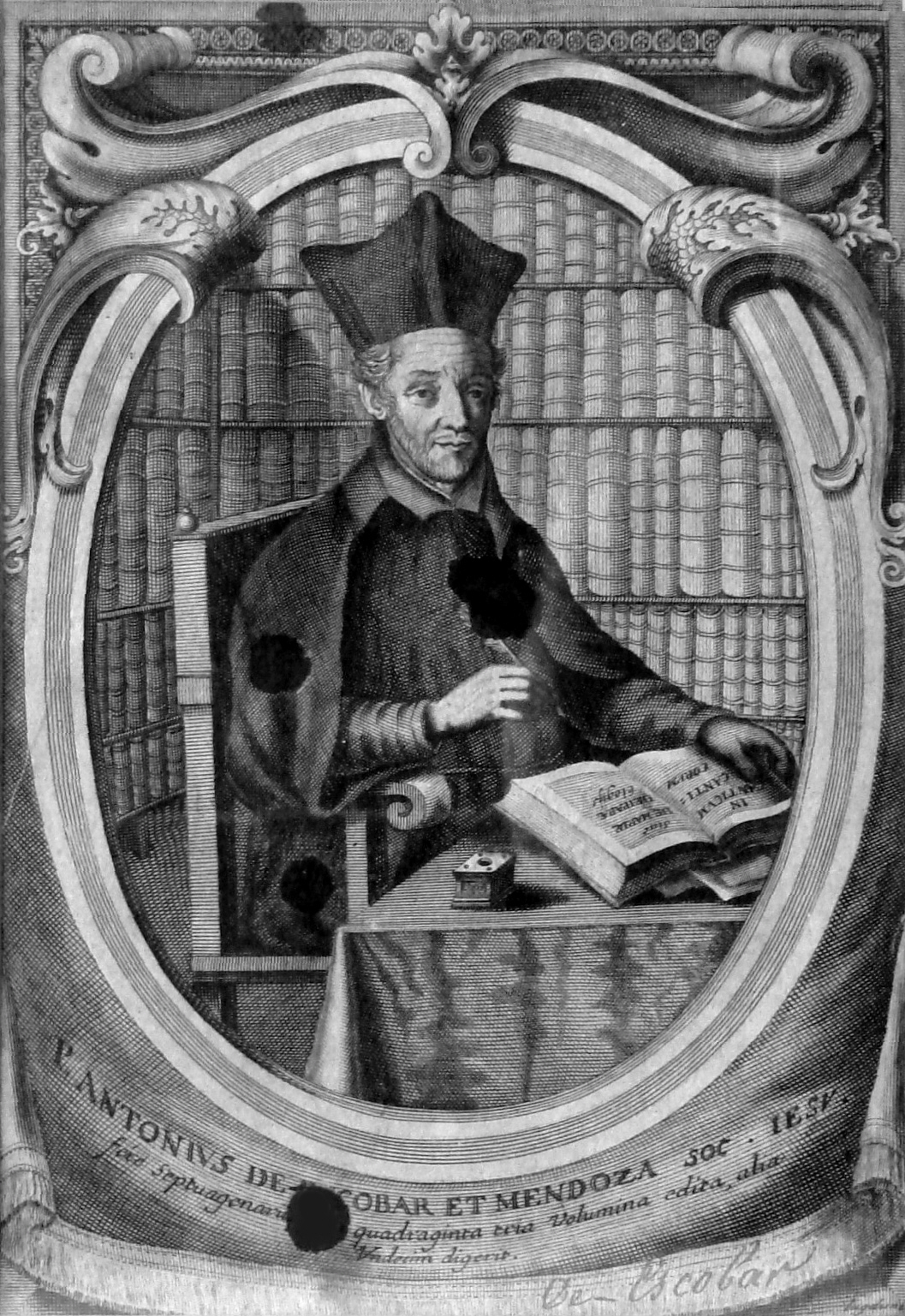
Monsignor Antonio Escobar

Antonio Escobar y Mendoza, född 1589 i Valladolid, död 4 juli 1669 i Valladolid, var en spansk jesuit och moralteolog.
Mgr. Escobar y Mendozas Liber theologiæ moralis (1644) blev av Blaise Pascal angripen i dennes Lettres provinciales för de probabilistiska moralteorier han här framförde. Även från katolskt håll möttes Escobar y Mendozas författarskap av ogillande. Han författade även skrifter inom ämnet kasuistik.
Påve Innocentius XI fördömde 1679 officiellt 65 kasuistiska satser, i huvudsak formulerade av Escobar och Suárez. Satserna stämplades som propositiones laxorum moralistarum och den som spred dem riskerade bannlysning.